# Maschito
Maschito  (albanès Mashqiti) és un municipi italià, dins de la província de Potenza. L'any 2006 tenia 1.834 habitants. És un dels municipis on viu la comunitat Arbëreshë. Limita amb els municipis de Forenza, Ginestra, Palazzo San Gervasio i Venosa.

## Administració
Els alcaldes de Maschito han estat
- 1944 – 1945 Giuseppe Guglielmucci – Sindaco
- 1945 – 1946 Giovanni Nocitra – Commissari prefectici
- 1946 – 1947 Giuseppe Santojanni – Sindaco (DC)
- 1947 – 1950 Achille Savino – Sindaco (DC)
- 1950 – 1951 Alvaro Gomez y Paloma – Commissari prefectizi
- 1951 – 1952 Antonio Facciuto – Commissari prefectici
- 1952 – 1956 Antonio Facciuto – Sindaco (DC)
- 1956 – 1960 Domenico Allamprese – Sindaco (PCI – PSI)
- 1960 – 1962 Giuseppe Auletta – Sindaco (PCI - PSI)
- 1962 – 1963 Pasquale Locuratolo – Commissari prefectici
- 1963 – 1967 Giuseppe Giuratrabocchetti – Sindaco (DC)
- 1968 – 1978 Rocco Russo – Sindaco (DC)
- 1978 – 1985 Oreste Dinella – Sindaco (Sinistre Unite)
- 1985 – 1988 Donato Mecca – Sindaco (Sinistre Unite)
- 1988 – 1993 Paolo Montrone – Sindaco (DC)
- 1993 – 2001 Donato Grieco - Sindaco (PDS)
- 2001 – 2006 Elio Gilio – Sindaco (Centro Sinistra Maschito)
- 2006 Filomena Civiello – Sindaco (Unione)
- 2006 – 2007 Fulvia Zinno – Commissario prefettizio
- 2007 – Antonio Mastrodonato (Centro Destra per Maschito) PDL